# Střední škola nábytkářská a obchodní
Střední škola nábytkářská a obchodní vzdělává studenty v oboru nábytkářství, zpracování dřeva, obchodování a výrobu oděvů. Sídlí v Bystřici pod Hostýnem. Ředitelkou je od 1. 8. 2016 Ing. Bc. Olga Pastyříková.